# غاية الحكيم
غاية الحكيم و (بالإنجليزية: بيكاتركس Picatrix)‏ هو الاسم المستخدم اليوم لكتاب من 400 صفحة عن السحر والتنجيم مكتوب في الأصل باللغة العربية تحت عنوان "غاية الحكيم"، والذي يَفترض مُعظم العلماء أنه كُتب في الأصل في منتصف القرن الحادي عشر، على الرغم من أنه تم تقديم حجة لتكوينه في النصف الأول من القرن العاشر. تُرجم العمل العربي إلى الإسبانية ثم إلى اللاتينية خلال القرن الثالث عشر، وفي ذلك الوقت حصل على العنوان اللاتيني Picatrix. يُستخدم عنوان الكتاب Picatrix أحياناً للإشارة إلى مؤلف الكتاب.

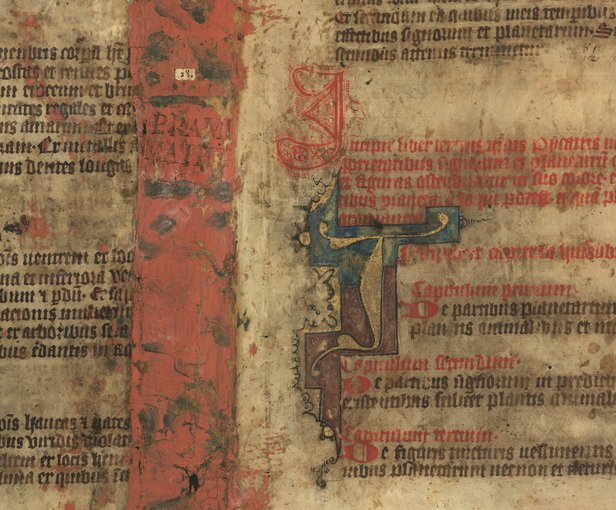
صفحة من الكتاب، القرن الرابع عشر.

## أصل الكِتاب
Picatrix هو عمل مركب يجمع الأعمال القديمة في السحر والتنجيم.  يقترح أحد أكثر التفسيرات تأثيراً أنه يجب اعتباره "كُتيباً عن السحر التعويذي". ولخصه باحث آخر على أنه "أكثر عرض شامل للسحر السماوي باللغة العربية"، مشيراً إلى مصادر العمل على أنها "نصوص عربية عن الهرمسية، والصابئة، والإسماعيلية، وعلم التنجيم، والكيمياء، والسحر التي أُنتجت في الشرق الأدنى في القرنين التاسع والعاشر. يعلن في الواقع، النسخة اللاتينية من Picatrix لا غنى عنها مثل متون هرمس أو كتابات Albu mahsar لفهم جزء واضح من إنتاج عصر النهضة، بما في ذلك الفنون التصويرية. لقد أثرت كثيرًا على باطني أوروبا الغربية من مارسيليو فيتشينو في القرن الخامس عشر إلى توماس كامبانيلا في القرن السابع عشر. مرت مخطوطة المكتبة البريطانية بعدة أيادي: سيمون فورمان وريتشارد نابير و إلياس أشمولي و ويليام ليلي.
وفقاً لمُقدمة الترجمة اللاتينية، تمت ترجمة Picatrix إلى الإسبانية من العربية بأمر من Alphonso X of Castile في وقت ما بين 1256 و 1258. تم إنتاج النسخة اللاتينية في وقت لاحق، بناءً على ترجمة المخطوطات الإسبانية. نُسبت إلى «مسلمة بن أحمد المجريطي» وهو (عالم رياضيات أندلسي)، لكن الكثيرين شككوا في هذا الإسناد. وبناءً على ذلك، يُشار أحياناً إلى صاحب البلاغ على أنه «مجرى زائف». كانت النسختان الإسبانية واللاتينية هي الوحيدة المعروفة للعلماء الغربيين حتى اكتشف «فيلهلم برنتز» نسخة عربية في عام 1920.

## المحتوى والمصادر
ينقسم العمل إلى أربعة كتب تُظهر غياباً واضحاً للعرض المنهجي. لاحظ "جان سيزنيك" أن «بيكاتركس» يصف الأوقات والأماكن المناسبة وموقف وإيماءات المستدعين؛ كما يشير إلى المصطلحات التي يجب استخدامها في إلتماس النجوم. "《على سبيل المثال، يستنسخ "جان سيزنيك" صلاة إلى زحل من العمل، مشيراً إلى أن "فريتز ساكسل" قد أشار إلى أن هذا الاستدعاء يعرض "اللهجة وحتى مصطلحات الصلاة الفلكية اليونانية "لكرونوس"》. وهذا مؤشر واحد على أن مصادر  «بيكاتركس» هي في جزء كبير من الهلنستية. " والتي تقول: 
يا سيد الاسم الجليل والقوة العظيمة، السيد الأعلى؛  يا سيد زحل: أنت، البرد، العقيم، الحزين، الخبيث؛  أنت من صدق حياتك وكلمتك أكيدة؛  أنت أيها الحكيم والوحيد الذي لا يمكن اختراقه؛  أنت الذي تحافظ على وعودك. أنت الضعيف المتعب. يا من تهتم أكثر من غيرك ولا تعرف اللذة ولا الفرح.  أنت، العجوز والدهاء، سيد كل حيلة، خادع، حكيم، حكيم؛  أنت الذي تجلب الرخاء أو الخراب، وتجعل الرجال سعداء أو غير سعداء أستحضر إليك، أيها الأب الأسمى، من خلال إحسانك العظيم وفضلك السخي، أن تفعل لي ما أطلبه.
بحسب "جارين" نقطة انطلاق العمل هي وحدة الواقع مقسمة إلى درجات متناظرة ومتطابقة، أو مستويات أو عوالم: حقيقة ممتدة بين قطبين: الأول، الله - مصدر كل الوجود، والإنسان - العالم المصغر، الذي بعلمه  (علميا) يعيد التشتت إلى أصله، وتحديد واستخدام مراسلاتهم.
وفقًا للمقدمة، بحث المؤلف في أكثر من مائتي عمل في إنشاء «بيكاتركس» ومع ذلك، هناك ثلاثة تأثيرات الشرق الأدنى/ الشرق الأوسط: (جابر بن حيان، إخوان الصفاء، و ابن وحشية النبطية). يأتي تأثير «جابر بن حيان» في شكل خلفية كونية تزيل الممارسات السحرية من سياق التأثيرات الشيطانية وتعيد تأكيد هذه الممارسات على أنها ذات أصل إلهي. يستخدم مؤلف كتاب «بيكاتركس» النظريات الأفلاطونية الحديثة عن الأقنوم التي تعكس عمل ابن حيان.

## التأليف والعنوان
نسب المؤرخ العربي ابن خلدون، في مقدمته، تأليف «غاية الحكيم» إلى عالم الفلك والرياضيات مسلمة المجريطي، الذي توفي بين 1005 م و 1008 م. (398 هـ). هذا الإسناد إشكالي: يقول مؤلف الأصل العربي في مقدمته أنه أكمل الكتاب عام 348 هـ، أي حوالي 959 م. علاوة على ذلك، يذكر المؤلف أنه بدأ في كتابة «البيكاتريكس» بعد أن أنهى كتابه السابق «رتبة الحيكم» عام 343 هـ (~ 954 م).  هذا يجعل المؤلف أكثر من خمسة عقود قبل وفاة «مسلمة المجريطي»، وإذا تم قبول عام ميلاده التقديري، فسيكون عمره حوالي 5 سنوات فقط عندما بدأ كتابته. بالإضافة إلى ذلك، وفقاً «لهولميارد»، فإن أقدم مخطوطة تُنسب للعمل إلى «مسلمة المجريطي» كانت من قبل الكيميائي «الجلداكي»، الذي توفي بعد عام 1360 بفترة وجيزة، بينما توفي «ابن خلدون» بعد حوالي 20 عاماً. ومع ذلك، لم تذكر سيرة «مسلمة المجريطي» أنه مؤلف هذا العمل.
وتتراوح نسب التأليف الأكثر حداثة من «النسخة العربية مجهولة» إلى تكرار الادعاء القديم بأن المؤلف هو «عالم الفلك والرياضيات الشهير» أبو القاسم - مسلمة بن أحمد المجريي«. تشير إحدى الدراسات الحديثة في Studia Islamica إلى أن تأليف هذا العمل يجب أن يُنسب إلى» قاسم القرطبي«(ت 353 هـ / 964 م)، وهو حسب» ابن الفاردي«رجل السحر والتعويذات». إذا كان هذا الاقتراح صحيحاً، فسيضع العمل في سياق الصوفية الأندلسية والباطينية.
أحياناً ما يُفسَّر العنوان اللاتيني الغريب على أنه نقل صوتي غير منتظم لأحد «البقرطيين»، ورد ذكره عدة مرات في ثاني كتب العمل الأربعة. اقترح آخرون أن العنوان (أو اسم المؤلف) هو وسيلة لإسناد العمل إلى «أبقراط» (عن طريق نسخ اسم برقطيس أو بقرطيس في النص العربي). حيث يظهر في النص اللاتيني الأصلي، فإن النص اللاتيني يترجم اسم «بوركراتيس» Burqratis إلى «بيكاتركس» Picatrix ، لكن هذا لا يزال لا يثبت هوية «بوركراتيس».  في النهاية، فإن ربط اسم «بيكاتركس» مع «أبقراط»، لم يكن مرغوباً فيه لأن النص يذكر أبقراط بشكل منفصل تحت اسم Ypocras.

## الطريقة التجريبية
يقترح «مارتن بليسنر» أن مترجم «بيكاتريكس» قد وضع تعريفاً للقرون الوسطى للتجربة العلمية من خلال تغيير مقطع في الترجمة العبرية للأصل العربي، وإنشاء أساس نظري للطريقة التجريبية: «اختراع فرضية من أجل شرح عملية طبيعية، ثم ترتيب الظروف التي يمكن بموجبها إحداث هذه العملية عن قصد وفقاً للفرضية، وأخيراً، تبرير الفرضية أو دحضها، اعتماداً على نتيجة التجربة».
يلاحظ "مارتن بليسنر" أنه من المتفق عليه عموماً أن الوعي "بالطبيعة المحددة للطريقة التجريبية - بخلاف الاستخدام العملي لها - يعد إنجازاً في القرنين السادس عشر والسابع عشر. ومع ذلك، وكما يوضح المقطع الذي قدمه مترجم النسخة العبرية، فإن الأساس النظري الأساسي للطريقة التجريبية قد تأسس هنا قبل منتصف القرن الثالث عشر.
يصف المقطع الأصلي باللغة العربية كيف أن الرجل الذي شهد علاجاً من لدغة العقرب (شرب جرعة من اللبان كانت قد ظهرت عليها آثار ختم)، قام بتجربة أنواع مختلفة من اللبان، على افتراض أن هذا هو سبب العلاج،  لكنه اكتشف لاحقاً أن صور الأختام كانت سبب العلاج، بغض النظر عن المادة التي أُعجب بها.  يمضي مؤلف «بيكاتركس» في شرح كيف أن تفسير فعالية العلاجات التي نقلتها إليه السلطات قد تم إثباته له من خلال تجربته الخاصة.

قام المترجم العبري بتغيير المقطع المذكور ليشمل ما يلي: 
"وهذا هو السبب الذي دفعني [لتكريس نفسي للسحر الفلكي].علاوة على ذلك، فقد تم بالفعل نشر هذه الأسرار عن طريق الطبيعة، ووافقت عليها التجربة. الرجل الذي يتعامل مع الطبيعة ليس لديه ما يفعله سوى إنتاج سبب لما أوضحته التجربة"
يشير «مارتن بليسنر» أيضاً إلى أنه "لم يتم تقديم علم النفس العربي للدراسة ولا التعريف العبري للتجربة في اللاتينية «بيكاتركس».بسبب حذف المترجم اللاتيني العديد من المقاطع النظرية في جميع أنحاء العمل.
في استكشاف التداول عبر الثقافات للنص، جند «أفنير بن زاكين» «أطروحة ياتس» لمنحة «بيكاتريكس»، وجادل بأن النص لعب دوراً كامناً، وإن كان مركزياً، في تشكيل فلسفة عصر النهضة السحر الطبيعي وفي إعطاء  التحفيز اللازم لتحويل المفاهيم التنجيمية إلى علم تجريبي. بالنسبة لمفكري عصر النهضة غير الودودين للمؤسسة، قدم السحر الطبيعي برنامجاً بديلاً للفلسفة الطبيعية، وحوّله البعض ضد الفلسفة الأرسطية، التي اعتبروها مهيمنة. علاوة على ذلك، قدم هؤلاء المتمردون السحر الطبيعي كممارسة علمية وثقافة متجذرة بعمق في سياقات غير أوروبية. بالنسبة إلى Ficino و Pico ، نشأ السحر الطبيعي في الشرق الأدنى القديم، وأدخل عصر النهضة في أوروبا من خلال التبادلات بين الثقافات التي تضمنت النصوص القبلية والأعمال العربية على السحر. بالنسبة إلى Agrippa ، حمل السحر الطبيعي برنامجاً جديداً للعلوم، بالإضافة إلى ممارسات جديدة وشخصيات جديدة. بالنسبة له، كان «الماجوس» - عالم الطبيعة التجريبي الجديد - شخصية ظهرت لأول مرة في الشرق القديم. بالنسبة إلى «كامبانيلا»، قدم السحر الطبيعي بناءاً من القاعدة إلى القمة للفلسفة الطبيعية استلزم أيضاً تنظيماً جديداً للمجتمع، حيث يقوم العقل والخبرة المباشرة بترتيب كل من الطبيعة والمجتمع. اعتبر الجميع «بيكاتركس» كنص يجسد كلا من: برنامج بديل قوي لدراسة الطبيعة، وبرنامج ثقافي قوي لتحدي الثقافة الأوروبية من الخارج.  بتخيل هذا البديل، أعادوا علمهم في النهاية إلى نقطة نشأته التاريخية، الشرق الأدنى. 
دفع (Ficino و Agrippa و Campanella) إلى حد ما الحجة إلى أبعد من ذلك، ووضع أساساً لنظرة عالمية مركزية للشمس، وبدء البحث عن قوى الطبيعة الخفية، وصنع الساحر الموهوب باعتباره الأب الروحي للفلسفة الطبيعية. وهكذا، كانت «بيكاتركس»  ضرورية لتحويل السحر الطبيعي إلى فلسفة، ولتحويل المجوس إلى عالم تجريبي، ولتحويل ممارسة السحر الطبيعي إلى نظام مؤسسي للتعليم. وقد ألهم اقتراحاً بأن يحول العلماء تركيزهم من المدرسية إلى المصادر البعيدة للسحر الطبيعي.

## الطباعة
الطباعة من الإنجليزية بواسطة إدموند كيلي
غاية الحكيم: نسخة من النص بالعربية، حرره هيلموت ريتر (من معهد واربورغ)
مترجم من العربية إلى الألمانية بواسطة Ritter and Plessner (لندن؛ دراسات معهد واربورغ)
النسخة اللاتينية بواسطة ديفيد بينجري (دراسات معهد واربورغ، جامعة لندن)
الترجمة الإنجليزية من طبعة Pingree اللاتينية لجون مايكل جرير وكريستوفر وارنوك
مترجم مع إضافة مقدمة من دان أتريل وديفيد بوريكا، 384 صفحة، مطبعة جامعة ولاية بنسلفانيا